# Capay (condado de Glenn)
Capay es un área no incorporada ubicada en el condado de Glenn en el estado estadounidense de California.

## Geografía
Capay se encuentra ubicada en las coordenadas 39°47′48″N 122°5′4″O / 39.79667, -122.08444.